# Gmina Novi Golubovec
Gmina Novi Golubovec (chorw. Općina Novi Golubovec) – gmina w Chorwacji, w żupanii krapińsko-zagorskiej. W 2011 roku liczyła 996 mieszkańców.